# Fréquence cardiaque
 

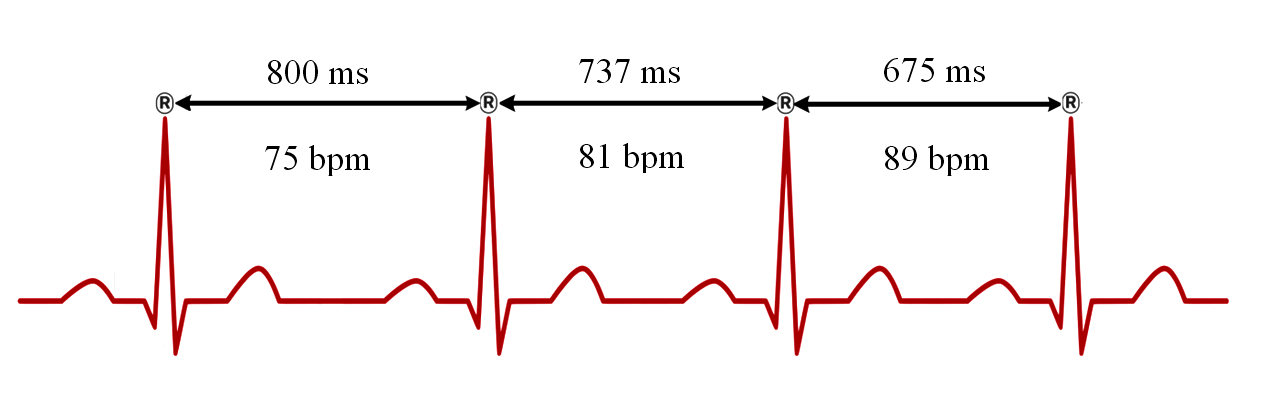
La durée d'un battement cardiaque correspond à l'intervalle R-R sur le tracé d'un électrocardiogramme (ECG). La fréquence cardiaque (en battements par minute, bpm ou BPM) peut être calculée par la formule : 60 / durée d'un battement cardiaque (en secondes).

La fréquence cardiaque est le nombre de battements cardiaques (ou pulsations) par unité de temps (généralement la minute). C'est une notion quantitative qui peut aussi se définir en nombre de cycles par seconde, par l'inverse de la période. La notion de rythme cardiaque est équivalente et est parfois comprise de façon plus qualitative.

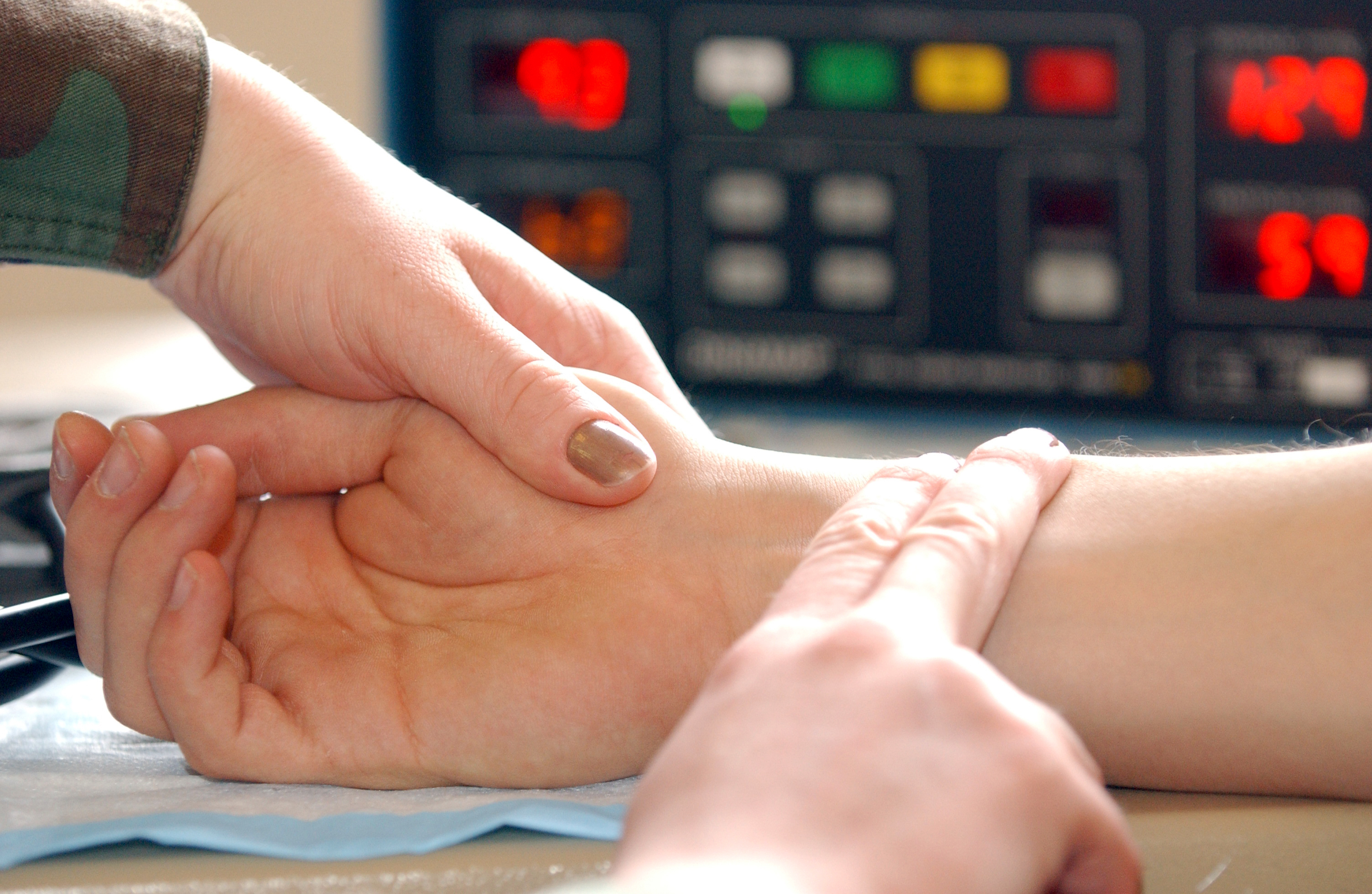
La mesure de pouls au poignet permet d'avoir la fréquence cardiaque moyenne sur la durée de la mesure, par exemple sur une minute.

Par abus de langage, on confond souvent la fréquence cardiaque avec le pouls. Le pouls désigne quant à lui la perception au toucher de l'artère battante, permettant, certes d'évaluer les battements cardiaques, mais d'apporter également d'autres renseignements. 
Selon les espèces animales, la fréquence cardiaque est très inégale. Ainsi chez la baleine, le plus gros mammifère actuel, la fréquence cardiaque est inférieure à 20 battements par minute ; chez l'être humain, elle est d'environ 70 battements par minute ; chez les chiens, elle est comprise entre 70  et   90 battements par minute ; chez les chats, elle est comprise entre 110  et   130 battements par minute ; et chez la souris, de 500  à   600 battements par minute. 
Plusieurs conditions peuvent faire accélérer ou ralentir la fréquence cardiaque. Sa mesure est un outil diagnostique très important.

## Valeurs normales de fréquences cardiaques humaines
Au repos, la fréquence cardiaque moyenne (prise au pouls par exemple) varie selon l'âge :
- nouveau-né : 140 ± 50 bpm (battements par minute) ;
- 1–2 ans : 110 ± 40 bpm ;
- 3–5 ans : 105 ± 35 bpm ;
- 6–12 ans : 95 ± 30 bpm ;
- adolescent ou adulte : 70 ± 10 bpm ;
- personne âgée : 65 ± 5 bpm.

Chez l'adulte en bonne santé, au repos, la fréquence cardiaque se situe entre 50 (sportif pratiquant l'endurance) et 80 pulsations par minute. Pendant un effort, la fréquence cardiaque maximale théorique est de 220 moins l'âge (exemple : 220 - 40 ans = 180).
La fréquence cardiaque de repos n'est pas constante sur 24 heures à cause des différents cycles biologiques. Elle est au maximum vers midi. La digestion, la chaleur ou le froid entraînent une augmentation de la fréquence cardiaque.

## Variabilité de la fréquence cardiaque
La fréquence cardiaque varie à tout instant. Lors de l'inspiration la fréquence augmente, tandis qu'à l'expiration elle diminue. Autre exemple : les facteurs de stress influent sur la fréquence cardiaque par le biais de trois mécanismes : nerveux, chimiques et physiques. Ainsi, les mécanismes nerveux chez l'humain dépendent du système nerveux autonome composé des systèmes nerveux sympathique et parasympathique : le premier a pour fonction d'augmenter la fréquence cardiaque ; le deuxième de la diminuer.
S’il est normal que la fréquence cardiaque varie à tout instant et de façon importante, l’analyse des variations de la fréquence cardiaque a été développée pour le suivi du stress fœtal, puis dans un grand nombre de spécialités (cardiologie, diabétologie, psychiatrie, sport, …), en particulier dans le suivi de la fatigue. Des variations importantes de la fréquence cardiaque seraient en relation avec une bonne santé physique et psychologique.

## Mesures

### Le pouls
La manière la plus simple d'évaluer la fréquence cardiaque moyenne est de prendre le pouls. Pour ce faire, on appuie avec un ou plusieurs doigts à travers la peau sur une artère contre un os ; la pulpe des doigts permet de sentir les gonflements de l'artère dus à l'augmentation de la pression artérielle causée par la contraction du cœur (systole).
La perception ou non d'un pouls central ou distal est aussi une méthode d'estimation de la tension (voir Pression artérielle > Estimation sans matériel).
Il est parfois recommandé de mesurer le pouls avec des doigts autres que le pouce. Pourtant, le pouce bénéficie d'une sensibilité supérieure à celle des autres doigts, il est donc mieux adapté à la mesure du pouls, dans la plupart des cas.
Le pouls est plus facilement perceptible avec les grosses artères que sont les artères carotide et fémorales (pouls centraux). La prise de pouls au poignet (pouls radial) est plus confortable, mais il peut arriver que l'on sente les pouls centraux et pas le pouls radial, notamment si la pression artérielle est basse ; cette situation est fréquente chez une personne ayant des problèmes de santé, et notamment en cas d'accident ou de malaise.
Une évaluation sérieuse de la fonction circulatoire d'une personne qui respire comprend donc :
- une évaluation de la fréquence cardiaque (battements par minute) et de la régularité du rythme cardiaque sur un pouls central. Le pouls carotidien est plus accessible, et la proximité du sexe rend la prise du pouls fémoral délicate ; cette évaluation se fera donc en priorité sur le pouls carotidien, sauf si son accès est difficile (par exemple cou adipeux, présence d'un collier cervical) ;
- une vérification de la présence et de la symétrie du pouls radial : si le pouls radial est absent des deux côtés, cela peut indiquer une faible pression artérielle ; s'il n'est perçu que d'un côté, cela peut indiquer une compression de l'artère ou une hémorragie du côté où il n'est pas perçu, notamment en cas de traumatisme (fracture, luxation) du membre supérieur, ou de compression (incarcération dans un véhicule, compression par un objet lourd, un effondrement…) ;
- ces éléments sont à corroborer avec d'autres éléments extérieurs comme la présence de pâleurs au niveau des muqueuses, de sueurs froides et un temps long de recoloration des ongles après pression (voir l'article Collapsus), une froideur des extrémités, des sensations de fourmillement, voire des examens chiffrés (comme la prise de tension).

Chez une personne consciente, on se contente souvent de prendre le pouls radial des deux côtés (pour évaluer fréquence, régularité, force et symétrie), et on ne prend le pouls carotidien que si l'on a du mal à sentir le pouls radial.
Chez une personne qui ne respire pas, sans réaction aux stimulations, l'absence des pouls centraux signe un tableau d'arrêt cardiorespiratoire et conduit à entreprendre immédiatement une réanimation cardiopulmonaire. L'arrêt cardiorespiratoire entraine la majorité du temps un arrêt cardiaque en raison d'un manque d'oxygène au niveau du cœur. À ce moment, la réanimation cardiaque est entreprise.

### Autres méthodes
D'autres méthodes que la perception de l'onde de pouls peuvent être utilisées pour le calcul de la fréquence cardiaque : 
- méthode auscultatoire (écoute du cœur par un stéthoscope), aussi fiable mais ne permet pas une surveillance continue dans le temps ;
- méthode électrocardiographique : la contraction cyclique du muscle cardiaque est secondaire à une dépolarisation des membranes cellulaires qui est détectée par des électrodes situées sur la peau. L'enregistrement en temps-réel sous forme de tracé sur un scope est un moyen simple de surveillance automatisée de la fréquence cardiaque (ceinture thoracique avec boîtier cardiofréquencemètre) ;
- méthode oxymétrique : méthode non invasive (non traumatique) par pose d'un capteur au bout d'un doigt (cardiobague IR) ou sur l'oreille, analysant en temps réel la variation de couleur du sang suivant son oxygénation. Cette variation est cyclique, synchrone du rythme cardiaque. Cette méthode s'approche aussi de la photopléthysmographie utile pour la mesure avec un appareil simple, comme un smartphone ou une montre connectée ;
- méthode hémodynamique : dans certains cas, on peut introduire un fin cathéter dans une artère, relié à un capteur de pression : la variation cyclique des pressions ainsi mesurée permet de calculer en temps réel le rythme cardiaque.

Chez un patient hospitalisé en soins intensifs, plusieurs méthodes sont employées simultanément : la concordance des chiffres retrouvés est ainsi un indice fiable de la bonne utilisation des différentes techniques qui apportent chacune leurs propres renseignements, en plus du rythme cardiaque.
Les algorithmes utilisés pour la détermination automatique de la fréquence cardiaque sont à base de seuillage : le dépassement d'un seuil préfixé par l'amplitude du signal analysé constitue un « top », le temps entre deux « tops » permettant le calcul de la fréquence instantanée. Souvent, cette dernière est lissée (moyennée) sur quelques battements. Si le signal est faible, parasité ou erratique (dans ce dernier cas par anomalie du fonctionnement du cœur), la fréquence inscrite est faussée, pouvant déclencher à tort, certaines alarmes.

## Troubles
Ces anomalies peuvent être quantitatives (trop rapide ou trop lent) ou qualitatives (battements irréguliers, pauses...). L'électrocardiogramme est indispensable pour l'analyse précise de ces troubles.
Voir : 
- Tachycardie : pouls trop rapide, supérieur à 100 battements par minute chez un adulte au repos (le pouls « normal » d'un nourrisson est d'environ 120 battements par minute).
- Bradycardie : pouls trop lent, inférieur à 50 battements par minute chez un adulte non sportif. On parle parfois d'insuffisance chronotrope lorsque le pouls est trop lent par rapport à une activité physique.
- Arythmie cardiaque.

Une fréquence cardiaque élevée au repos est en rapport avec un risque plus important de mort par maladie cardiovasculaire, et ce, tant chez le sujet sain que chez le sujet déjà atteint d'une maladie cardiovasculaire. Ce facteur de risque semble être indépendant des autres facteurs connus (âge, diabète, tabagisme...). 
La baisse artificielle de la fréquence cardiaque, telle qu'elle peut être faite par certains médicaments (bêta-bloquants ou ivabradine) semble améliorer le pronostic en cas d'insuffisance cardiaque après infarctus du myocarde.